# Ordino
Ordino is de meest noordelijke parochie in Andorra en telt 3685 inwoners (2007). Ze ligt aan de voet van de Pic de Casamanya. De parochie heeft een oppervlakte van 89,3 km². De gelijknamige hoofdplaats ligt op een hoogte van 1.300 meter boven zeeniveau en telt 2.993 inwoners (2014).

## Geografie
Naast Ordino behoren tot de parochie ook de dorpen Ansalonga, Arans, El Serrat, La Cortinada, Llorts, Segudet en Sornàs. Een gedeelte van het wintersportgebied Vallnord, met name het skistation van Arcalís, ligt in Ordino. Het natuurpark Vall de Sorteny ligt in het oosten van de parochie, en in het noordwesten ligt het Llacs de Tristaina. 
Andorra la Vella · Canillo · Encamp · Escaldes-Engordany · La Massana · Ordino · Sant Julià de Lòria